# Aage Haugland
Aage Grunnet Haugland, född 1 februari 1944 i Köpenhamn, död 23 december 2000 i Allerød, var en dansk operasångare (bas).

## Biografi
Haugland föddes i Köpenhamn och gjorde sin professionella debut i Oslo 1968. Mellan 1970 och 1973 var han verksam i Bremen. Från 1973 gjorde han flera roller på Det Kongelige Teater där han blev utnämnd till Kongelige Kammersangere. Han uppträdde på scener som La Scala, Metropolitan Opera House, Covent Garden, Bayreuth och på operahus i Salzburg, Paris och München. Hauglands gjorde sitt sista stora gästspel i Genève. 
Utöver sin operakarriär var han även skådespelar för film och TV, bland annat i TV-serien Den otteøjede Skorpion från 1979. Han medverkade i två av Helle Ryslinges filmer: Flamberade hjärtan från 1986 och i Sirup från 1990. Han spelade Harald Hårfager i julkalendern Alletiders Jul och gav röst åt flera karaktärer i de danska versionerna av Disneys tecknade filmer.
Han dog år 2000 i cancer.